# مارك غيليسبي (لاعب كريكت)
مارك غيليسبي (بالإنجليزية: Mark Gillespie)‏ (17 أكتوبر 1979 في نيوزيلندا - ) هو لاعب كريكت نيوزلندي. شارك مع منتخب نيوزيلندا الوطني للكريكت. أما مع النوادي، فقد لعب مع Wellington cricket team ‏.

## وصلات خارجية
- مارك غيليسبي على موقع إي آس بي آن كريك إنفو (الإنجليزية)